# BWF World Team Ranking
De BWF World Team Ranking is een lijst van nationale badmintonfederaties die lid zijn van de Badminton World Federation en deelnemen aan toernooien die goedgekeurd zijn door de BWF op volgorde van hun sterkte. De ranglijst is gebaseerd op de prestaties van spelers die behoren tot deze landenteams. De ranking wordt elk kwartaal gepubliceerd op de eerste donderdag van april, juli, oktober en januari. Enkel punten die verdiend zijn op toernooien in de laatste 52 weken tellen mee voor de ranking. Het team met de meeste punten eindigt bovenaan de ranking.

## Puntensysteem
Het puntensysteem staat beschreven in de BWF Statutes, Section 5.3.3.3. World Team Ranking System. Hieronder staat beschreven op welke manieren een landenteam punten kan verdienen in de BWF World Team Ranking.

### Beste speler in BWF World Ranking per discipline
Per discipline (mannen enkel, vrouwen enkel, mannen dubbel, vrouwen dubbel en gemengd dubbel) krijgt elk land een bepaald aantal punten op basis van de positie van hun beste speler of paar in de BWF World Ranking. Hiervoor wordt de meest recent gepubliceerde ranking gebruikt. In volgende tabel staat het aantal punten voor elke positie.
| Discipline     | Aantal punten voor de beste speler of het beste paar van elk land op basis van de BWF World Ranking | Aantal punten voor de beste speler of het beste paar van elk land op basis van de BWF World Ranking | Aantal punten voor de beste speler of het beste paar van elk land op basis van de BWF World Ranking | Aantal punten voor de beste speler of het beste paar van elk land op basis van de BWF World Ranking | Aantal punten voor de beste speler of het beste paar van elk land op basis van de BWF World Ranking | Aantal punten voor de beste speler of het beste paar van elk land op basis van de BWF World Ranking | Aantal punten voor de beste speler of het beste paar van elk land op basis van de BWF World Ranking | Aantal punten voor de beste speler of het beste paar van elk land op basis van de BWF World Ranking |
| -------------- | --------------------------------------------------------------------------------------------------- | --------------------------------------------------------------------------------------------------- | --------------------------------------------------------------------------------------------------- | --------------------------------------------------------------------------------------------------- | --------------------------------------------------------------------------------------------------- | --------------------------------------------------------------------------------------------------- | --------------------------------------------------------------------------------------------------- | --------------------------------------------------------------------------------------------------- |
|                | Top 3                                                                                               | Top 10                                                                                              | Top 20                                                                                              | Top 50                                                                                              | Top 100                                                                                             | Top 200                                                                                             | Top 500                                                                                             | Lager                                                                                               |
| Mannen enkel   | 1 500                                                                                               | 1 200                                                                                               | 1 000                                                                                               | 750                                                                                                 | 500                                                                                                 | 250                                                                                                 | 100                                                                                                 | 10                                                                                                  |
| Vrouwen enkel  | 1 500                                                                                               | 1 200                                                                                               | 1 000                                                                                               | 750                                                                                                 | 500                                                                                                 | 250                                                                                                 | 100                                                                                                 | 10                                                                                                  |
| Mannen dubbel  | 1 500                                                                                               | 1 200                                                                                               | 1 000                                                                                               | 500                                                                                                 | 250                                                                                                 | 125                                                                                                 | 50                                                                                                  | 5                                                                                                   |
| Vrouwen dubbel | 1 500                                                                                               | 1 200                                                                                               | 1 000                                                                                               | 500                                                                                                 | 250                                                                                                 | 125                                                                                                 | 50                                                                                                  | 5                                                                                                   |
| Gemengd dubbel | 1 500                                                                                               | 1 200                                                                                               | 1 000                                                                                               | 500                                                                                                 | 250                                                                                                 | 125                                                                                                 | 50                                                                                                  | 5                                                                                                   |

Wanneer het beste paar van een land slechts voor de helft bestaat uit een speler van dat land (en de andere speler dus van een ander land afkomstig is), worden punten op een alternatieve manier berekend. Het gemiddelde wordt dan berekend van de punten van de speler in kwestie en de punten van de daaropvolgende in aanmerking komende speler. Dit gemiddelde wordt vermenigvuldigd met 10 en daarvan wordt 80% genomen. Zo bekomt met het aantal punten voor het landenteam in de discipline in kwestie. Dit gebeurt op basis van GCR Regulation 11.6.1.

### Thomas Cup en Uber Cup
Een landenteam krijgt ook punten op basis van zijn positie in de meest recentste badminton landenteam wereldkampioenschappen voor mannen (Thomas Cup) en vrouwen (Uber Cup). Ook landen die in de kwalificatieronde per continent al afvallen, krijgen punten. Aangezien de Thomas Cup en Uber Cup slechts om de 2 jaar (in de even jaartallen) georganiseerd worden en enkel de toernooien van de laatste 52 weken meetellen, zijn deze punten niet altijd vertegenwoordigd in het totaal. In volgende tabellen staan respectievelijk de punten die te verdienen vallen in de finaleronde en de punten die te verdienen vallen in de kwalificatierondes per continent.
| Finaleronde Thomas & Uber Cup | Finaleronde Thomas & Uber Cup |
| Positie                       | Aantal punten                 |
| ----------------------------- | ----------------------------- |
| 1                             | 2 500                         |
| 2                             | 2 000                         |
| 3/4                           | 1 500                         |
| 5/8                           | 1 000                         |
| 9/12                          | 750                           |
| 13/16                         | 500                           |

| Kwalificatierondes Thomas & Uber Cup per continent | Kwalificatierondes Thomas & Uber Cup per continent | Kwalificatierondes Thomas & Uber Cup per continent | Kwalificatierondes Thomas & Uber Cup per continent | Kwalificatierondes Thomas & Uber Cup per continent | Kwalificatierondes Thomas & Uber Cup per continent |
| Positie                                            | Europa                                             | Azië                                               | Amerika                                            | Afrika                                             | Oceanië                                            |
| -------------------------------------------------- | -------------------------------------------------- | -------------------------------------------------- | -------------------------------------------------- | -------------------------------------------------- | -------------------------------------------------- |
| 1                                                  | Gekwalificeerd                                     | Gekwalificeerd                                     | Gekwalificeerd                                     | Gekwalificeerd                                     | Gekwalificeerd                                     |
| 2                                                  | Gekwalificeerd                                     | Gekwalificeerd                                     | 400                                                | 300                                                | 300                                                |
| 3                                                  | Gekwalificeerd                                     | Gekwalificeerd                                     | 375                                                | 287,5                                              | 275                                                |
| 4                                                  | Indien niet gekwalificeerd 600                     | Indien niet gekwalificeerd 650                     | 350                                                | 287,5                                              | 250                                                |
| 5                                                  | 567,5                                              | 625                                                | 312,5                                              | 187,5                                              | 225                                                |
| 6                                                  | 567,5                                              | 600                                                | 312,5                                              | 187,5                                              |                                                    |
| 7-8                                                | 437,5                                              | 467,5                                              | 262,5                                              | 187,5                                              |                                                    |
| 9-10                                               | 437,5                                              | 387,5                                              | 212,5                                              | 100                                                |                                                    |
| 11                                                 | 437,5                                              | 387,5                                              | 175                                                | 100                                                |                                                    |
| 12                                                 | 437,5                                              | 387,5                                              |                                                    |                                                    |                                                    |
| 13-18                                              | 287,5                                              | 325                                                |                                                    |                                                    |                                                    |
| 19-24                                              | 137,5                                              |                                                    |                                                    |                                                    |                                                    |
| 25-26                                              | 37,5                                               |                                                    |                                                    |                                                    |                                                    |

### Sudirman Cup
De laatste manier om punten te verdienen voor de BWF World Team Ranking is op basis van de positie van een landenteam in de recentste badminton landenteam wereldkampioenschappen gemengd (Sudirman Cup). Aangezien de Sudirman Cup slechts om de 2 jaar (in de oneven jaartallen) georganiseerd wordt en enkel de toernooien van de laatste 52 weken meetellen, zijn deze punten niet altijd vertegenwoordigd in het totaal. Zo is in de ranking steeds een van de toernooien vertegenwoordigd: het ene jaar de Thomas & Uber Cup, het andere jaar de Sudirman Cup. In volgende tabel staat het aantal punten dat te verdienen is op de Sudirman Cup per positie.
| Sudirman Cup | Sudirman Cup | Sudirman Cup | Sudirman Cup | Sudirman Cup | Sudirman Cup |
| Positie      | Punten       | Positie      | Punten       | Positie      | Punten       |
| ------------ | ------------ | ------------ | ------------ | ------------ | ------------ |
| 1            | 5 000        | 23           | 1 000        | 37           | 650          |
| 2            | 4 000        | 24           | 975          | 38           | 625          |
| 3-4          | 3 000        | 25           | 950          | 39           | 600          |
| 5-8          | 2 000        | 26           | 925          | 40           | 575          |
| 9-12         | 1 500        | 27           | 900          | 41           | 550          |
| 13           | 1 250        | 28           | 875          | 42           | 525          |
| 14           | 1 225        | 29           | 850          | 43           | 500          |
| 15           | 1 200        | 30           | 825          | 44           | 475          |
| 16           | 1 175        | 31           | 800          | 45           | 450          |
| 17           | 1 150        | 32           | 775          | 46           | 425          |
| 18           | 1 125        | 33           | 750          | 47           | 400          |
| 19           | 1 100        | 34           | 725          | 48           | 375          |
| 20           | 1 075        | 35           | 700          | 49           | 350          |
| 21           | 1 050        | 36           | 675          | 50           | 325          |
| 22           | 1 025        |              |              |              |              |

## Huidige Ranking
In onderstaande tabel staat de huidige BWF World Team Ranking. Voor elk land wordt aangegeven op basis van welke punten het totaal berekend wordt: mannen enkel (MS), vrouwen enkel (WS), mannen dubbel (MD), vrouwen dubbel (WD), gemengd dubbel (XD), Sudirman Cup (SC), Thomas Cup (TC) en Uber Cup (UC).
| BWF World Team Ranking op 5 april 2018 | BWF World Team Ranking op 5 april 2018 | BWF World Team Ranking op 5 april 2018 | BWF World Team Ranking op 5 april 2018 | BWF World Team Ranking op 5 april 2018 | BWF World Team Ranking op 5 april 2018 | BWF World Team Ranking op 5 april 2018 | BWF World Team Ranking op 5 april 2018 | BWF World Team Ranking op 5 april 2018 | BWF World Team Ranking op 5 april 2018 | BWF World Team Ranking op 5 april 2018 |
| #                                      | Land                                   | MS                                     | WS                                     | MD                                     | WD                                     | XD                                     | SC                                     | TC                                     | UC                                     | Totaal                                 |
| -------------------------------------- | -------------------------------------- | -------------------------------------- | -------------------------------------- | -------------------------------------- | -------------------------------------- | -------------------------------------- | -------------------------------------- | -------------------------------------- | -------------------------------------- | -------------------------------------- |
| 1                                      | China                                  | 1 200                                  | 1 200                                  | 1 500                                  | 1 500                                  | 1 500                                  | 4 000                                  | 0                                      | 0                                      | 10 900                                 |
| 2                                      | Zuid-Korea                             | 1 500                                  | 1 200                                  | 500                                    | 1 200                                  | 1 200                                  | 5 000                                  | 0                                      | 0                                      | 10 600                                 |
| 3                                      | Japan                                  | 1 000                                  | 1 500                                  | 1 200                                  | 1 500                                  | 1 000                                  | 3 000                                  | 0                                      | 0                                      | 9 200                                  |
| 4                                      | Denemarken                             | 1 500                                  | 750                                    | 1 500                                  | 1 500                                  | 1 000                                  | 2 000                                  | 0                                      | 0                                      | 8 250                                  |
| 5                                      | Indonesië                              | 1 200                                  | 750                                    | 1 500                                  | 1 200                                  | 1 500                                  | 1 500                                  | 0                                      | 0                                      | 7 650                                  |
| 5                                      | Thailand                               | 750                                    | 1 200                                  | 500                                    | 1 200                                  | 1 000                                  | 3 000                                  | 0                                      | 0                                      | 7 650                                  |
| 7                                      | Chinees Taipei                         | 1 200                                  | 1 500                                  | 1 200                                  | 500                                    | 1 000                                  | 2 000                                  | 0                                      | 0                                      | 7 400                                  |
| 8                                      | Maleisië                               | 1 200                                  | 750                                    | 1 000                                  | 1 000                                  | 1 200                                  | 2 000                                  | 0                                      | 0                                      | 7 150                                  |
| 9                                      | India                                  | 1 500                                  | 1 500                                  | 500                                    | 500                                    | 500                                    | 2 000                                  | 0                                      | 0                                      | 6 500                                  |
| 10                                     | Hongkong                               | 1 200                                  | 750                                    | 500                                    | 500                                    | 1 200                                  | 1 500                                  | 0                                      | 0                                      | 5 650                                  |
| 11                                     | Rusland                                | 500                                    | 750                                    | 1 000                                  | 500                                    | 500                                    | 1 500                                  | 0                                      | 0                                      | 4 750                                  |
| 12                                     | Duitsland                              | 500                                    | 500                                    | 500                                    | 500                                    | 500                                    | 1500                                   | 0                                      | 0                                      | 4 000                                  |
| 13                                     | Canada                                 | 500                                    | 1 000                                  | 500                                    | 250                                    | 250                                    | 1 175                                  | 0                                      | 0                                      | 3 675                                  |
| 14                                     | Engeland                               | 750                                    | 500                                    | 500                                    | 500                                    | 1 200                                  | 0                                      | 0                                      | 0                                      | 3 450                                  |
| 15                                     | Schotland                              | 250                                    | 1 000                                  | 500                                    | 250                                    | 125                                    | 1 150                                  | 0                                      | 0                                      | 3 275                                  |
| 16                                     | Verenigde Staten                       | 250                                    | 1 200                                  | 250                                    | 250                                    | 125                                    | 1 125                                  | 0                                      | 0                                      | 3 200                                  |
| 16                                     | Australië                              | 250                                    | 500                                    | 250                                    | 500                                    | 500                                    | 1 200                                  | 0                                      | 0                                      | 3 200                                  |
| 18                                     | Singapore                              | 250                                    | 500                                    | 250                                    | 250                                    | 500                                    | 1 225                                  | 0                                      | 0                                      | 2 975                                  |
| 19                                     | Vietnam                                | 500                                    | 500                                    | 250                                    | 125                                    | 250                                    | 1 250                                  | 0                                      | 0                                      | 2 875                                  |
| 20                                     | Nederland                              | 750                                    | 500                                    | 500                                    | 500                                    | 500                                    | 0                                      | 0                                      | 0                                      | 2 750                                  |
| 20                                     | Frankrijk                              | 750                                    | 500                                    | 500                                    | 500                                    | 500                                    | 0                                      | 0                                      | 0                                      | 2 750                                  |
| 22                                     | Spanje                                 | 750                                    | 1 200                                  | 50                                     | 125                                    | 125                                    | 0                                      | 0                                      | 0                                      | 2 250                                  |
| 22                                     | Bulgarije                              | 250                                    | 750                                    | 125                                    | 1 000                                  | 125                                    | 0                                      | 0                                      | 0                                      | 2 250                                  |
| 24                                     | Slowakije                              | 250                                    | 500                                    | 125                                    | 50                                     | 125                                    | 1 000                                  | 0                                      | 0                                      | 2 050                                  |
| 25                                     | Nieuw-Zeeland                          | 250                                    | 250                                    | 125                                    | 125                                    | 125                                    | 1 100                                  | 0                                      | 0                                      | 1 975                                  |